# Pseudonapomyza atra
Pseudonapomyza atra är en tvåvingeart som först beskrevs av Johann Wilhelm Meigen 1830.  Pseudonapomyza atra ingår i släktet Pseudonapomyza och familjen minerarflugor. Arten är reproducerande i Sverige. Inga underarter finns listade i Catalogue of Life.